# Ratusz w Tarnowie
Ratusz w Tarnowie – historyczny budynek usytuowany pośrodku płyty tarnowskiego Rynku. Jeden z najbardziej charakterystycznych obiektów miasta i jeden z jego symboli. Pierwotnie był siedzibą rady miejskiej i sądu wójtowsko-ławniczego. Od 1931 r. jest siedzibą muzeum. Budowla jest przykładem architektury manierystycznej wyrastającej z renesansu. Ratusz znajduje się na Szlaku Renesansu w Małopolsce.

## Historia

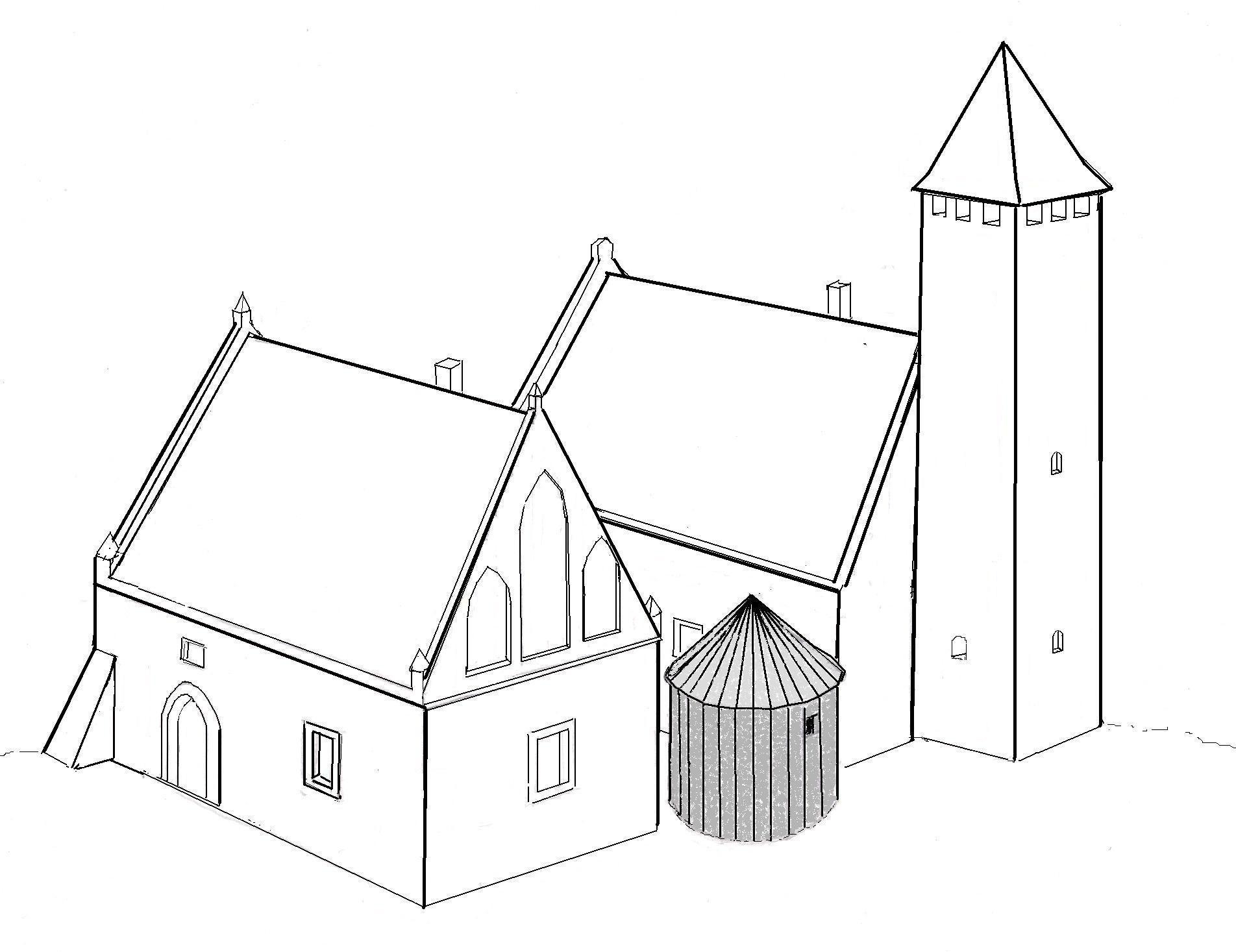
Dwa budynki władz miasta Tarnowa (ratusz po prawej z wieżą) zbudowane po 1494 r. Pomiędzy nimi więzienie.

Pierwsze wzmianki w źródłach pisanych o ratuszu (praetorium) w Tarnowie, mieście lokowanym w 1330 r., pochodzą z 1448 i 1463 r. Pierwotnie mogła to być budowla drewniana lub drewniano-murowana, która wraz z całą zabudową miasta w obrębie murów została zniszczona w czasie pożaru w 1494 r. W jej miejsce powstały prawdopodobnie dwie murowane z cegły jednokondygnacyjne, niepodpiwniczone budowle stojące obok siebie w centrum placu rynkowego. Pozostałości pierwszej zachowały się w dzisiejszym trakcie wschodnim mieszczącym obecnie, szatnię i biuro. Przypuszczalnie pełniła ona funkcję siedziby sądu wójtowsko-ławniczego.
Część dzisiejszego traktu zachodniego zajmował właściwy ratusz z przylegającą od strony północno-zachodniej kwadratową wieżą zegarową. Pomiędzy budowlami znajdował się głęboki na 3 m „dół złoczyńców”. Była to ocembrowana studnia, która najprawdopodobniej pełniła funkcję więzienia miejskiego. „Dół złoczyńców”, obecnie przeszklony, jest widoczny z płyty rynku od strony północnej. W pobliżu ratusza do 1782 r. stała też szubienica. W pierwszej ćwierci XVI w. połączono w całość odrębne dotychczas budowle oraz nadbudowano piętro. Była to przebudowa utrzymana jeszcze w stylu późnogotyckim, o czym świadczy zachowany wewnątrz ceglany ostrołuk nadproża, zamykający wejście do ówczesnego ratusza. O prowadzonych wtedy pracach świadczy wzmianka z 1526 r., w której wymieniona jest wieża zegarowa.

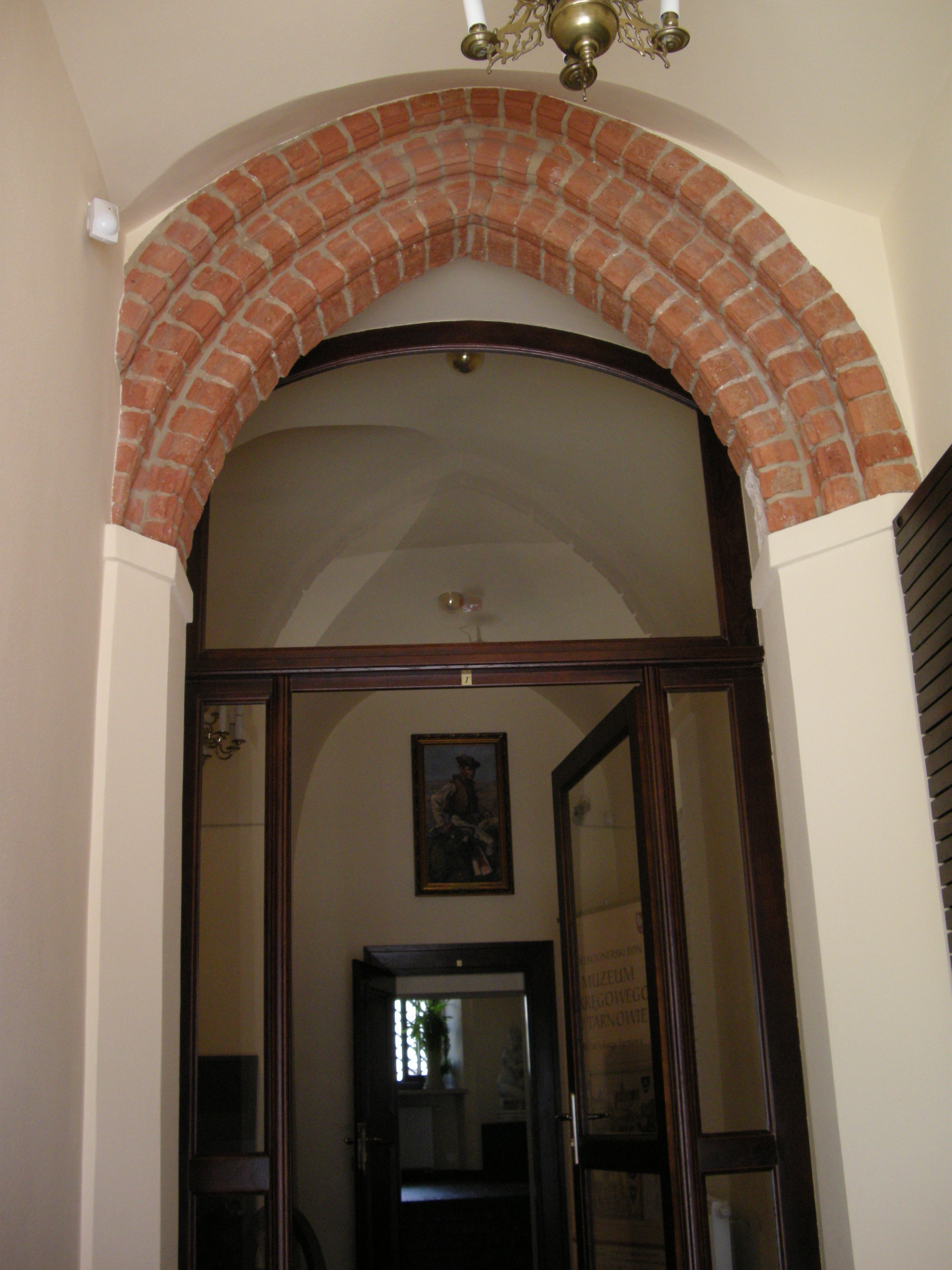
Portal wejściowy z początku XVI w.

W 1558 r. w księgach miejskich właściciel miasta hetman Jan Amor Tarnowski nakazał m.in., aby cały czas straże obserwowały miasto z wieży ratuszowej i w razie zauważenia ognia wszczynały alarm. W tym czasie rozpoczęła się najważniejsza przebudowa i rozbudowa obiektu, której zawdzięczamy wygląd obecny. Powiększono ratusz o podpiwniczoną część zachodnią. Następnie prosta, kubiczna bryła ratusza została zwieńczona wysoką, ceglaną ścianą attyki, za którą ukryto tzw. dach pogrążony. Attyka ta jest bardzo podobna do attyki krakowskich sukiennic z 1559 r. Attykę tarnowskiego ratusza, kontrastującą obecnie kolorem cegły z otynkowanymi ścianami budynku, ozdobiono 28 blendami, w których umieszczono portrety pieczętujących się herbem Leliwa „panów na Tarnowie” z podpisami. Byli tam m.in. uwiecznieni Spycimir, „założyciel miasta i zamku tarnowskiego oraz melsztyńskiego” oraz jego potomkowie piszący się z Tarnowa, Melsztyńscy, Tarnowscy z linii starszej i Jarosławscy. Ostatnim sportretowanym był zmarły w 1568 r. Stanisław Spytek Tarnowski (portrety te zostały usunięte przed 1800 r.). W zwieńczeniu attyki znalazły się maszkarony w liczbie 14 odpowiadającej liczbie członków władz Tarnowa. Oryginalne, wykonane z piaskowca wykazują duże podobieństwo do maszkaronów krakowskich Sukiennic, których autorem był Santi Gucci. W południowo-wschodnim narożniku budowli dodano ryzalit, w którym umieszczono klatkę schodową prowadzącą do pomieszczeń na piętrze. W wejściu do budynku umieszczono dekoracyjny zewnętrzny portal z kamienia pińczowskiego z trójkątnym przyczółkiem z herbem Leliwa. Na tarczy herbowej umieszczono litery TCVC – Tarnoviae civitatis vera clenodium („Tarnowskiego miasta prawdziwy klejnot”). Pod nim napis zawierający życzenie Dominus custodiat introitum et exitum tuum („Pan niech strzeże wejścia i wyjścia twego” Ps 121,8). Podwyższono też wieżę o część cylindryczną (kształt niespotykany w polskich ratuszach), która osiągnęła wysokość 28 metrów. Na jej szczycie umieszczono podwieszony na kroksztynach ganek, gdzie czuwała straż, która miała ostrzegać przed pożarem i nieprzyjacielem. Dach wieży wieńczyła blaszana Leliwa. Stanowisko straży ogniowej mieściło się na wieży ratuszowej aż do jeszcze w czasie II wojny światowej. Po tej największej przebudowie układ wnętrz ratusza przedstawiał się następująco: Na piętrze od zachodu mieściła się Sala Radziecka, gdzie odbywały się posiedzenia rady miejskiej i urzędował sąd wójtowsko-ławniczy. W drugim pomieszczeniu ulokowany był skarbiec, w którym przechowywano pieczęcie, księgi miejskie i przywileje.

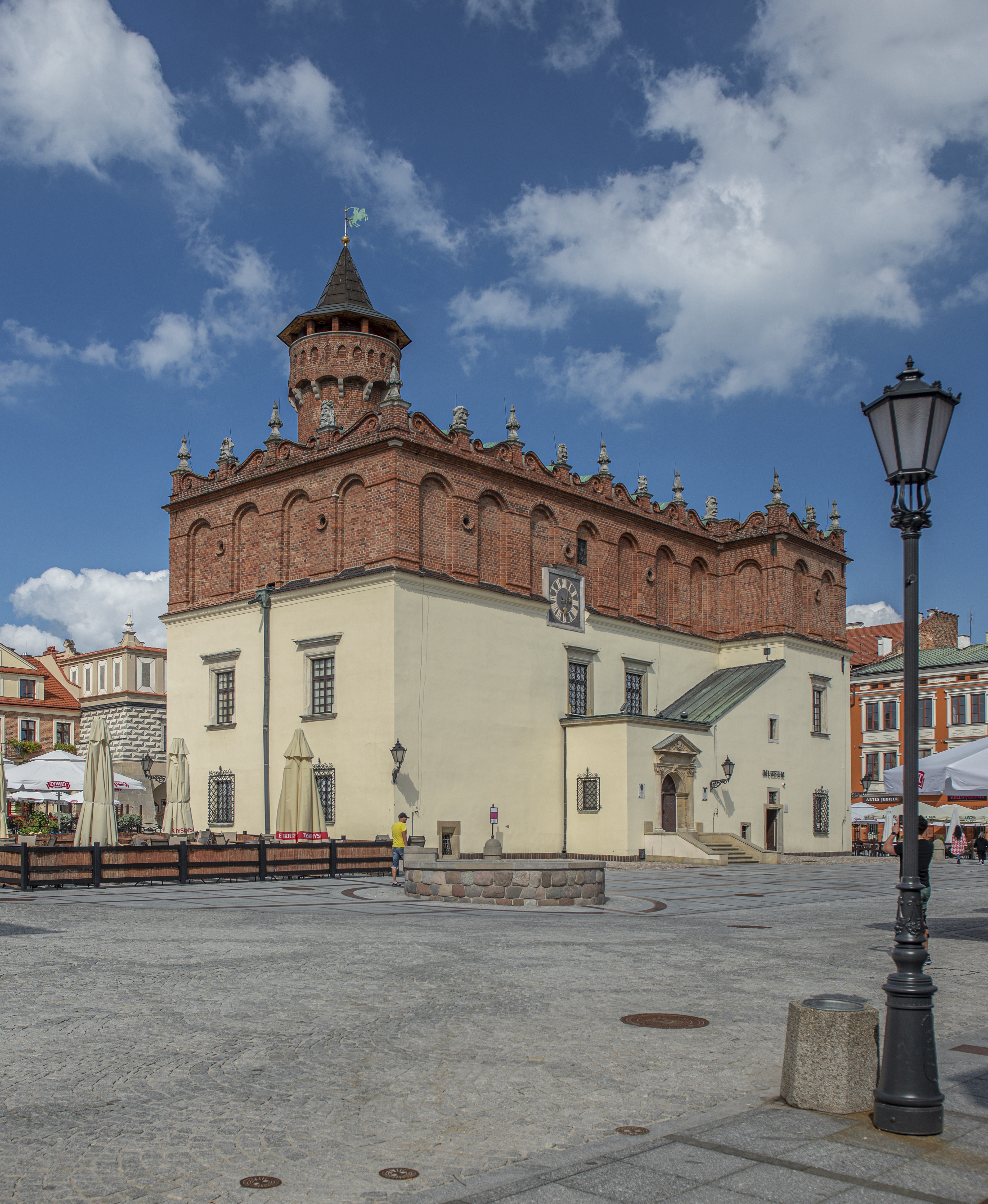
Ratusz od strony południowo-zachodniej

W XIX w. oba pomieszczenia połączono tworząc dzisiejszą Salę Rady. Największym, położonym centralnie na piętrze pomieszczeniem ratusza była Sala Pospólstwa, w której dokonywano m.in. wyboru władz miejskich i uroczyście przyjmowano nowych obywateli miasta. Po stronie wschodniej piętra mieściła się kancelaria pisarza miejskiego oraz szafarnia, czyli kasa miejska. Na parterze znajdowała się tzw. wietnica, gdzie sprzedawano towary zastrzeżone tylko dla miasta: sól, świece łojowe, dziegieć (smoła drzewna), oraz waga miejska, zbrojownia i mieszkanie dla instygatora – oskarżyciela publicznego.

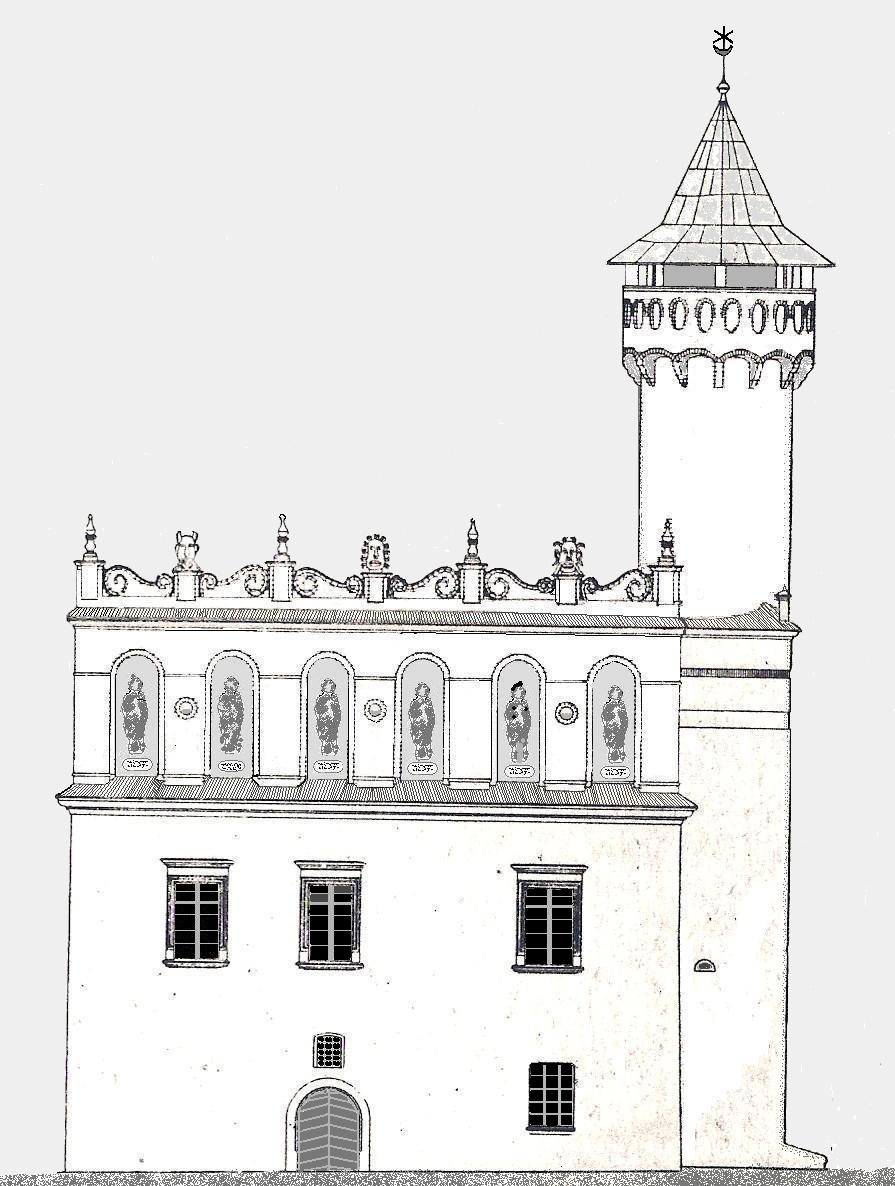
Ratusz od strony wschodniej; odtworzenie stanu po przebudowie w l. 60. XVI w. z portretami w blendach attyki.

Przebudowa ratusza w latach 60. XVI w. uczyniła z niego prawdziwe palazzo pubblico w skali i warunkach polskich, chociaż postacie Leliwitów na attyce przypominały kto założył miasto i kto jest jego właścicielem. Kolejne wieki nie przyniosły istotnych zmian w wyglądzie ratusza poza dobudowaniem od południa budynku wagi miejskiej widocznego na akwareli Zygmunta Vogla z 1800 r.
W 1631 r. tarnowianin Paweł Biel[ski] wykonał dzwony do zegara, który uległ zniszczeniu podczas pożaru całego miasta w 1663 r. Dzwony zachowały się jednak i są dzisiaj eksponowane w Sali Pospólstwa. Po odbudowie ratusza w jego wieży został zamontowany zegar funkcjonujący do dziś z czynnym do dziś mechanizmem typu szkieletowego. Jest najstarszym chodzącym zegarem wieżowym w Małopolsce. Prawdopodobnie w 1727 r. malarz Gabriel Malinowski z inspiracji wójta Walentego Gienkiewicza wykonał polichromię w ratuszowej Sali Pospólstwa. Wzorem dla niej były miedzioryty z książki franciszkańskiego lekarza Francesca Pony Emblematy święte przemiany serca albo z serca wybrane, wydanej w Weronie w 1645 r. W 1768 r. ratusz został ograbiony przez wojska rosyjskie. Skradziono m.in. pieczęcie miejskie. W 1792 r. pożar zniszczył konstrukcję dachową ratusza.

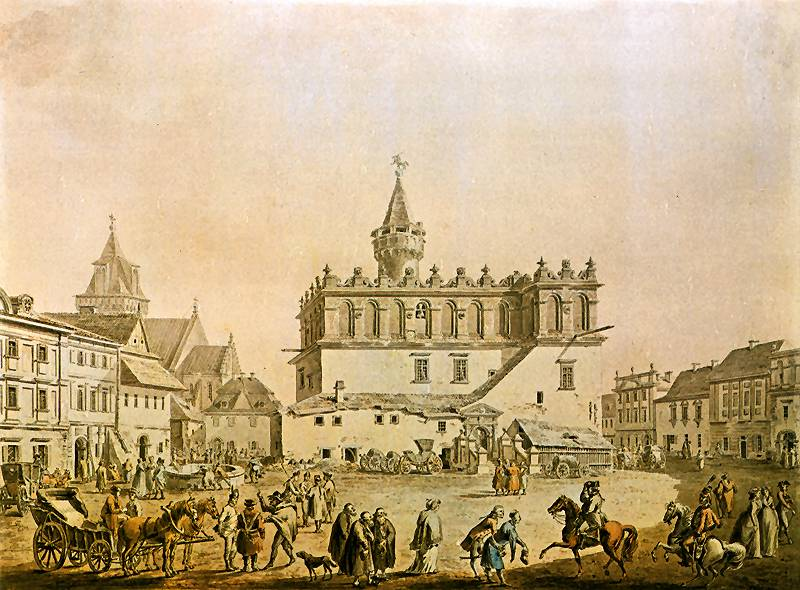
Rynek i ratusz w Tarnowie w 1800 r. (aut. Zygmunt Vogel)

Od 1846 r. na podstawie umowy między miastem a księciem Władysławem Sanguszką wieżę ratusza wieńczy herb Sanguszków Pogoń. Wprawdzie jeszcze drugiej połowie XVIII w. zastąpił on Leliwę (z Pogonią na wieży malował ratusz jeszcze Zygmunt Vogel), ale później władze miasta wróciły do starego symbolu, o co Władysław Sanguszko wytoczył im proces. W 1862 r. staraniem miasta odnowiono budynek ratusza. Podczas prac odnaleziono zamurowane wejście do piwnicy, w której znaleziono miecze, naczynia i śmigownice żelazne. W latach 1889–1892 przebudowano ratusz w duchu historyzmu według projektu Szczęsnego Zaremby. W jego ramach wyburzono przybudówkę od południa. Poza tym zachowano zewnętrzną bryłę budynku, natomiast daleko idącym zmianom uległy wnętrza, szczególnie parteru, gdzie wyburzono znajdujące się w złym stanie sklepienia, zastępując je stropami Kleina. Oryginalne sklepienia kolebkowe pozostały jedynie w części wschodniej. Na piętrze poszerzono i ozdobiono neorenesansowymi i stiukami Salę Rady, nadając jej reprezentacyjny charakter. W wejściu do niej umieszczono renesansowy portal, którego nadproże opatrzono inskrypcją Iustitiae fundamentum fides – „Wiara podstawą sprawiedliwości”, prowadził on niegdyś z klatki schodowej do pomieszczeń na piętrze. Podczas tej przebudowy wnętrze klatki schodowej otrzymało wówczas rzeźbioną dekorację heraldyczną z herbami: Sobieskich, Sasów, Wazów, orłami piastowskim i zygmuntowskim oraz inicjałem Kazimierza Wielkiego.

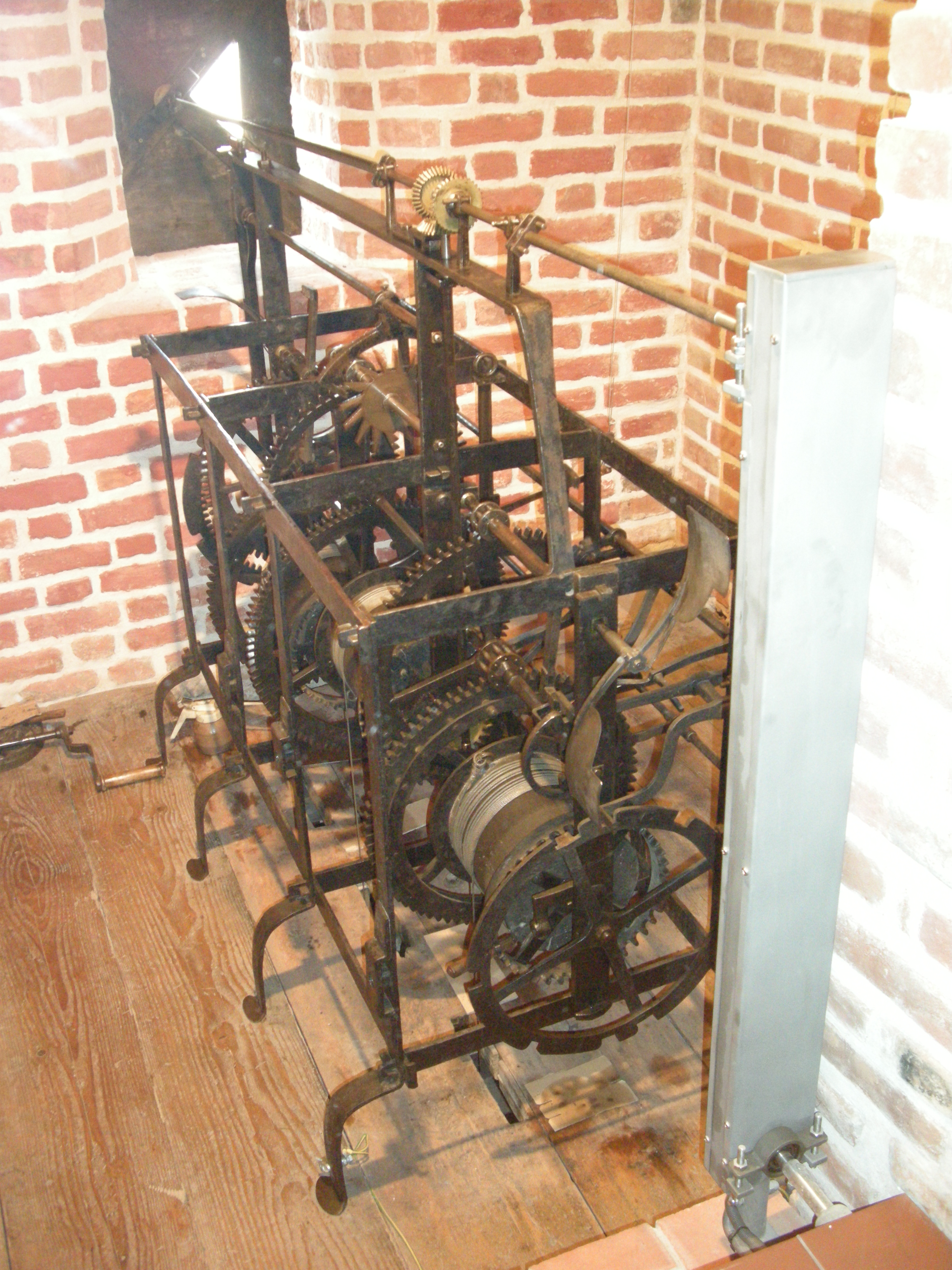
Mechanizm zegara z 2. poł. XVII w.

30 października 1918 r. w Sali Pospólstwa na uroczystym posiedzeniu rady miejskiej burmistrz Tadeusz Tertil ogłosił, że wolny od sił zbrojnych zaborcy Tarnów podporządkowuje się rządowi niepodległej Polski. W latach 1925–1929 przeprowadzono kolejny remont budynku (m.in. przebudowa ganku wieży i attyki z zastąpieniem wazonów i maszkaronów kopiami odkutymi przez Bronisława Kulkę). 20 grudnia 1931 r. w salach ratuszowych otwarto wspólną wystawę Muzeów Diecezjalnego i Miasta Tarnowa. W listopadzie 1940 r. niemiecki Magistrat zarządził usunięcie zbiorów z ratusza. W 1945 r. ratusz został przejęty przez nowo utworzone Muzeum Ziemi Tarnowskiej. Przechowywano w nim i zabezpieczano dzieła sztuki, zbiory bibliotek i archiwów pochodzące z opuszczonych pałaców i dworów. Największą część stanowiły zbiory z pałacu Sanguszków w Gumniskach. W maju 1947 r. w pomieszczeniach ratusza wystawę „Portret polski XVII i XVIII wieku”, a rok później „Rzemiosło artystyczne XVI–XIX wieku”. W latach 1962–1968 przeprowadzono rewaloryzację budynku ratusza na cele muzealne według koncepcji Józefa E. Dutkiewicza. Podczas prac osadzono na attyce oryginalne maszkarony, przywrócono obok budynku kamienny bruk. Wyeksponowano też odkryte w Sali Pospólstwa fragmenty polichromii z XVIII w. W 1964 r. zespół archeologów z Karpackiej Ekspedycji Archeologicznej przeprowadził badania sondażowe w piwnicach i wokół ratusza.

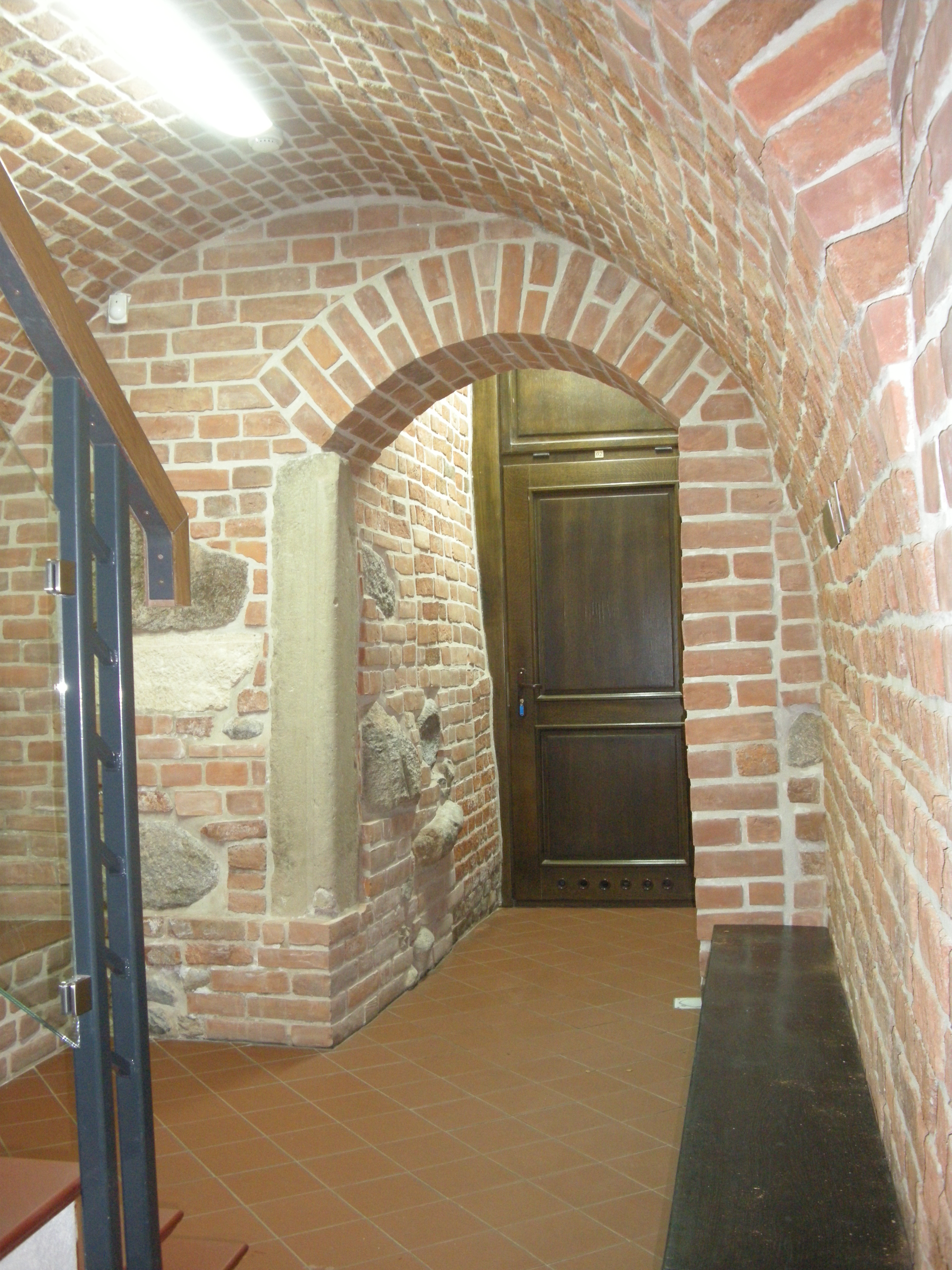
Piwnice ratusza

W 1970 r. wprowadzono w ratuszu stałą wystawę muzealną. 11 czerwca 1972 r. podczas Dni Tarnowa z wieży ratuszowej pierwszy raz zagrano hejnał tarnowski skomponowany przez Stanisława Rzepeckiego. Z kolei podczas Dnia Tarnowa w 1980 r. uruchomiono naprawiony zegar na wieży ratuszowej. Zegar naprawił pracownik tarnowskiego muzeum  Piotr Jamrozik, a nowe dzwony odlano bezpłatnie w odlewni Jana Felczyńskiego w Przemyślu. W pierwszym dziesięcioleciu XXI w. przeprowadzono kolejny, gruntowny remont ratusza. Zakonserwowano attykę, skuto tynki i ponownie otynkowano elewację (w trakcie prac odkryte zostały poszczególne fazy budowy ratusza), poza tym zaadaptowano na potrzeby magazynów nieużytkowe dotychczas poddasze oraz piwnice, gdzie umieszczono między innymi bazę edukacyjną. Wykonano nowy strop w Sali Pospólstwa. Jako jedyny nowoczesny element wprowadzono zawieszone na metalowej konstrukcji szklane schody prowadzące na poddasze.

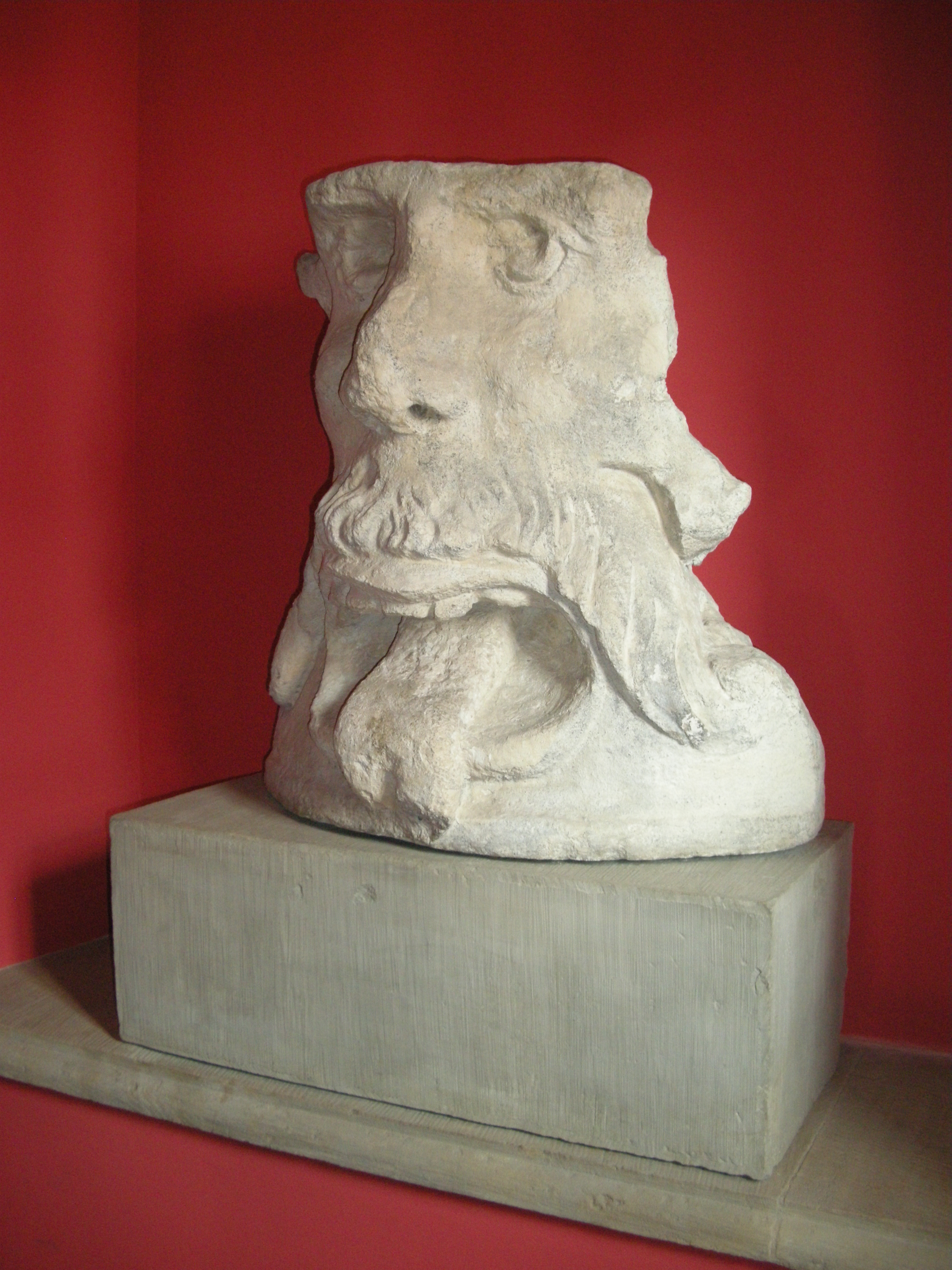
Jeden z maszkaronów

W październiku 2006 r. otwarto „kapsułę czasu” – ołowiany pojemnik umieszczony w 1927 r. w kuli na wieży ratusza, zawierający dokumenty oraz banknoty i monety o nominałach używanych w tym właśnie roku. Po renowacji kuli włożono do niej „przesyłkę w przyszłość”. 9 listopada 2007 r. w liczbie 1 mln 100 tys. egzemplarzy weszła do obiegu moneta dwuzłotowa przedstawiająca tarnowski ratusz. Budynek ratusza po remoncie otwarty został 15 listopada 2010 r.